# Get A Life - Get Alive
Get A Life - Get Alive är en poplåt framförd av Eric Papilaya som Österrikes bidrag i Eurovision Song Contest 2007. Bidraget framfördes i semifinalen den 10 maj 2007, men nådde inte vidare till finalen och slutade på 27:e plats av 28 tävlande. Den låga placeringen gjorde att Österrike drog sig ur tävlingen året efter.
Singeln med låten låg som högst på nionde plats på den österrikiska hitlistan och den stannade på listan i totalt tretton veckor.